# NGC 1577
NGC 1577 في الفهرس العام الجديد، هي مجرة، تقع في كوكبة النهر. اكتشفت بواسطة لويس سويفت.

## روابط خارجية
- NGC 1577 على موقع ويكي سكاي: DSS2, SDSS, GALEX, IRAS, Hydrogen α, X-Ray, Astrophoto, Sky Map, Articles and images